# Sébastien Le Prestre de Vauban
Sébastien Le Prestre de Vauban (Saint-Léger-de-Fougeret, Regne de França, 15 de maig de 1633 - París, França, 30 de març de 1707) fou un enginyer militar i Mariscal de França, conegut pel Mètode Vauban de setge i enginyeria militar.

## Biografia
Orfe i pobre, però fill d'una noble família, fou recollit i educat per un sacerdot del poble, i s'allistà als disset anys en l'exèrcit del príncep de Condé, revoltat contra l'autoritat reial; aviat es donà conèixer i es feu apreciar pels seus grans coneixements de les matemàtiques i la fortificació. El 1653 va ser empresonat. El va reclutar el cardenal Mazzarino per als exèrcits reials, als quals serví des de llavors amb lleialtat absoluta, no tardant a distingir-se com a enginyer en el setge de Clermont-en-Argonne, que dirigí.
A les ordres del cavaller de Clerville prengué part en el setge de Sainte-Menehould; ja amb el títol d'enginyer del rei (1655) dirigí els setges de Landrecies i de Saint-Ghislain, fracassant en el de Valenciennes (1656); amb el grau de capità dirigí el treballs d'acostament de Tournai, Douai i Lilla, i contribuí el 1668 a la presa de Dole (Jura). Abans havia pres les places de Mardyck (1657), i les de Gravelines, Oudenaarde i Ieper (1658), i sense descansar en aquells anys de guerres i de setges, ni tan sols durant l'època del seu matrimoni amb Joana d'Aubray, ni durant els breus interregnes de pau, que dedicà a la fortificació de les places de Neuf-Brisach i la Lorena.

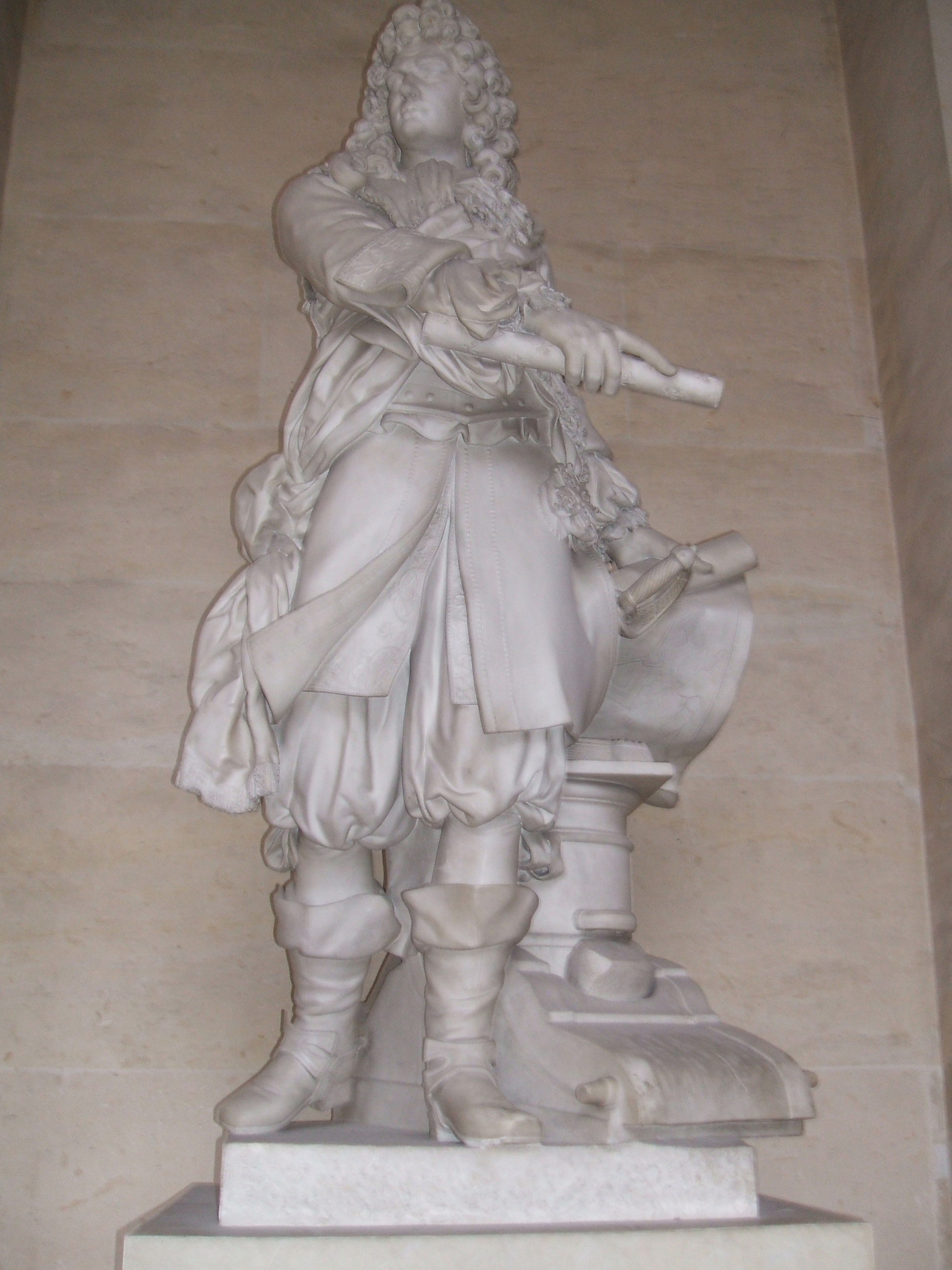
Estàtua de Vauban al palau de Versalles

El 1668, després de la presa de Lilla, li ordenaren que, junt amb el seu primer cap Clerville, redactés un projecte de reforma de les fortificacions de la citada plaça. Aviat toparen les idees dels dos enginyers, i Vauban envià el seu projecte a banda, el qual va merèixer l'aprovació de Louvois, ministre de la Guerra de Lluís XIV. Vencent grans dificultats amb els seus col·laboradors, assolí que el 1670 la ciutadella ja estigués en condicions de sostenir un setge. La plaça cridà l'atenció de nacionals i estrangers i constituí l'obra mestra del gran enginyer militar, sent objecte dels seus desvetllaments i estudis durant anys i anys, fins a l'extrem que el 1699 va sotmetre encara al rei un «Projecte definitiu de la fortificació de la ciutat i ciutadella de Lilla i del fort Saint-Sauveur». Louvois, que el va prendre sota la seva protecció, li encarregà totes les obres de fortificació de les fronteres del Nord, encàrrecs en els quals demostrà la seva honradesa i intel·ligència, assajant el seu sistema que és conegut en la història de la fortificació amb el nom de sistema de Vauban. En la guerra d'Holanda dirigí la major part dels setges, prenent les places de Maastricht, que fortificà, i Trèveris.
El 1674, en presència del rei, dirigí el setge i prengué la plaça de Besançon, sent nomenat brigadier després d'obligar en Guillem III d'Orange-Nassau a aixecar el setge d'Oudenaarde. El 1675 creà el cos d'enginyers militars, ascendint a mariscal de camp el 1676, i aconseguint durant l'any següent la presa de Valenciennes, Cambrai, Saint-Omer i altres places fortes. Després de la pau de Nimega, en la seva qualitat de comissari general de fortificacions envoltà França, des de Dunkerque als Pirineus, d'una formidable xarxa de fortaleses, i va reforçar el Château-Trompette de Burdeus que havia estat pres pels rebels durant la Guerra de la Fronda en 1649,
El 1688 fou nomenat tinent general, i durant la Guerra dels Nou Anys prengué Philipsburg, Mannheim i Frankenthal (Saxònia), dirigí el setge de Mans el 1691 i el de Namur (1692). El 1693 va rebre la gran creu de Sant Lluís, orde de la qual fou l'iniciador. El 1699 ingressà en l'Acadèmia de Ciències, el 1703 fou nomenat mariscal de França i el 1705 va rebre el cordó blau.

## Llegat
L'estudi de La Preste com enginyer militar es pot fer en el mot «Vauban» en exposar el seu sistema de fortificació. Des de la Pau de Rijswijk dedicà tot el temps que les seves obligacions li deixaven lliure a escriure la seva obra que titulà Mes Oisivetés, 12 volums de reflexions militars sobre tota classe d'afers; també va escriure l'obra titulada El delme reial, on es troben proves més que suficients per a considerar en Vauban com a precursor dels moderns sistemes econòmics; aquest últim llibre veié la llum l'any de la seva mort, essent rebut molt malament pel rei que ordenà la seva confiscació, a causa sens dubte de la pintura reial que feia de la misèria de les classes inferiors de la societat francesa en aquells dies del regnat de Lluís XIV.

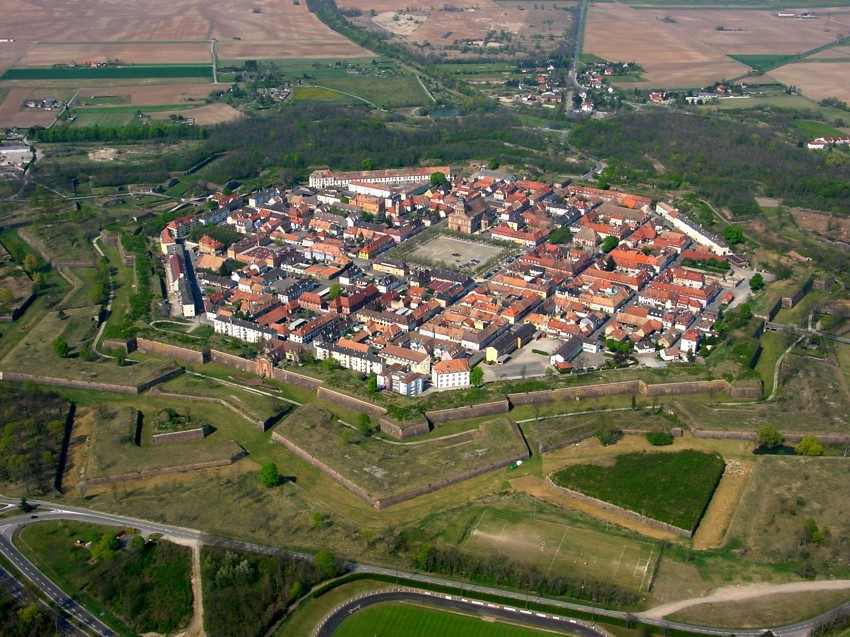
Vista de Neuf-Brisach

Les Fortificacions de Vauban són dotze fortaleses dissenyades per Vauban disseminades per França, que han estat incloses el 2008 a la llista de Patrimoni de la Humanitat per la UNESCO. Aquestes són a les poblacions d'Arràs (Pas de Calais), Besançon, Blaia, Briançon, Camaret-sur-Mer, Longwy, Montdaufin, Neuf-Brisach, Saint-Martin-de-Ré, Saint-Vaast-la-Hougue, Montlluís i Vilafranca de Conflent (aquestes dues darreres a la Catalunya del Nord).
També escrigué Tractat de l'atac i defensa de les places, seguit d'un «tractat de les mines» (1737). Assaigs de fortificació. (1739). Tractat dels setges (1747). De la importància de París per a França i de la cura que s'ha de tenir per a la seva conservació (1821). Comunitat de principis entre la tàctica i la fortificació (1825). Memòries inèdites sobre Laudan i Luxemburg (1841). L'última obra que va compondre fou un Estat succint de la ciutat i ciutadella de Lilla, amb relació a les seves fortificacions i a un atac i defensa.